# Arnar Gunnlaugsson
Pour les articles homonymes, voir Gunnlaugsson.
Arnar Bergmann Gunnlaugsson, né le 3 mars 1973 à Akranes en Islande, est un footballeur international islandais, qui évoluait au poste d'attaquant. Il est le frère de Bjarki et Garðar Gunnlaugsson.

## Biographie

### Carrière en club
Il a joué dans de nombreux clubs européens, les plus connus étant le FC Sochaux-Montbéliard, les Bolton Wanderers et Leicester City. 

### Carrière internationale
Bjarki Gunnlaugsson compte 32 sélections et 3 buts avec l'équipe d'Islande entre 1993 et 2003,. 

## Palmarès
ÍA Akranes
- Championnat d'Islande (2) : 1992, 1995

 Feyenoord Rotterdam
- Championnat des Pays-Bas (1) : 1993

 KR Reykjavík
- Championnat d'Islande (1) : 2003
- Coupe de la Ligue islandaise (1) : 2005

 FH Hafnarfjörður
- Championnat d'Islande (1) : 2008
- Coupe d'Islande (1) : 2007
- Coupe de la Ligue islandaise (1) : 2007
- Supercoupe d'Islande (1) : 2008

### Source
- Marc Barreaud, Dictionnaire des footballeurs étrangers du championnat professionnel français (1932-1997), L'Harmattan, 1997.